# Joeri Temirkanov

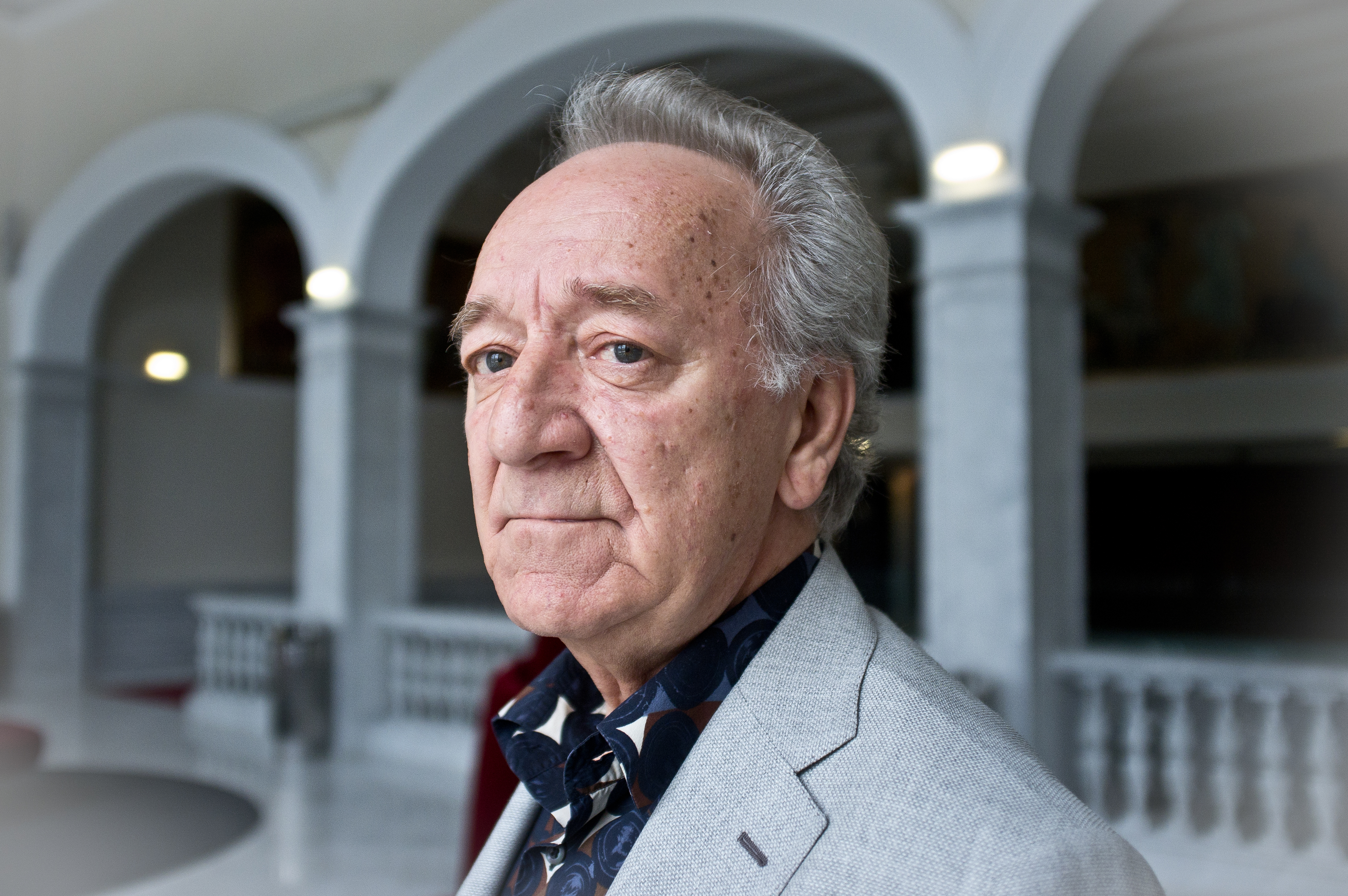
Joeri Temirkanov in 2012

Joeri Chatoejevitsj Temirkanov (Russisch: Ю́рий Хату́евич Темирка́нов) (Naltsjik (Kaukasus), 10 december 1938 – Sint-Petersburg, 2 november 2023) was een Russisch dirigent van Kabardische afkomst.
Joeri Temirkanov was sinds 1988 de muzikaal directeur en eerste dirigent van het Sint-Petersburgs Philharmonisch Orkest.
Temirkanov begon zijn muzikale studie toen hij negen jaar oud was. Vanaf zijn dertiende studeerde hij viool aan de "school voor getalenteerde kinderen", waarna hij zijn studie voltooide aan het Konservatorija im. N.V.Rimskogo-Korsakova. Vervolgens ging hij orkestdirectie studeren bij de legendarische Ilja Moesin. Hij studeerde af in 1965. Nadat hij in 1966 de prestigieuze Sovjet Nationale Dirigeerwedstrijd had gewonnen werd hij door Kirill Kondrasjin uitgenodigd een tournee te maken door Europa en de Verenigde Staten met violist David Oistrakh en het Philharmonisch Orkest van Moskou.
In 1967 maakte Joeri Temirkanov zijn debuut bij het Leningrads Philharmonisch Orkest, waar hij gevraagd werd als assistent van Jevgeni Mravinski. In 1968 werd hij benoemd tot eerste dirigent van het Leningrad Symfonieorkest waar hij bleef tot zijn benoeming als muzikaal directeur van de Kirov Opera in 1976.
Temirkanov was veelvuldig gastdirigent bij de grote orkesten van Europa, Azië en de Verenigde Staten. Naast zijn functie bij het Sint-Petersburgs Philharmonisch Orkest was hij van 2000 tot 2006 ook muzikaal directeur van het Baltimore Symphony Orchestra. Hij was eerste gastdirigent van het Deens Radio Symfonieorkest en dirigent-laureaat van het Royal Philharmonic Orchestra in Londen.
Joeri Temikanov overleed in 2023 op 84-jarige leeftijd.
- Bibsys: 3072604
- Biblioteca Nacional de España: XX1125470
- Bibliothèque nationale de France: cb139277365 (data)
- CiNii: DA0848564X
- Gemeinsame Normdatei: 122867408
- International Standard Name Identifier: 0000 0000 7823 1002
- Library of Congress Control Number: n78039469
- Nationale Bibliotheek van Letland: 000119968
- MusicBrainz: 0ba3cdeb-e53f-4841-8bbb-e6a1758eb46a
- Bibliotheek van het Japanse parlement: 001285554
- Nationale Bibliotheek van Tsjechië: jn20010525107
- Nationale bibliotheek van Australië: 35997042
- Nationale Bibliotheek van Israël: 987007452905805171
- Nationale en Universitaire bibliotheek Zagreb: 000690619
- Nederlandse Thesaurus van Auteursnamen: 072259523
- Réseau des bibliothèques de Suisse occidentale: 02-A021721095
- SNAC: w6319z94
- Système universitaire de documentation: 078051940
- Virtual International Authority File: 79168548
- WorldCat: E39PBJkCXMJXpBXdtGQxKMQyVC